# 카시오페이아자리 뮤
카시오페이아자리 뮤는 카시오페이아자리에 있는 쌍성이다. 이 별의 고유 명칭은 마르팍(Marfak)으로 이 이름은 카시오페이아자리 세타의 고유 명칭이기도 하다.
1961년 이 별이 쌍성임이 입증되었으며 두 별의 궤도 요소가 자세히 연구되었다. 두 별은 비교적 가까운 거리인 0.54 ~ 2.3 천문단위 떨어져서 서로의 질량 중심을 돌고 있다. 다른 항성계와 비교해 볼 때 카시오페이아자리 뮤는 우리 은하 내를 비교적 빠른 속도인 초속 167킬로미터로 이동하고 있다. 뮤의 중원소 함량은 낮은데 이는 이 별을 항성종족 II로 보는 근거가 된다. 항성종족 II는 우리 은하가 원반 형태로 모습을 형성하기 전에 생겨났던 존재들이다.

## 참고 문헌
- Heintz, W. D.; Cantor, B. A. (1994). “쌍성계 4개의 천문학적 연구”. 《PASP》 106: 363–364.